# 皇冠大扶梯

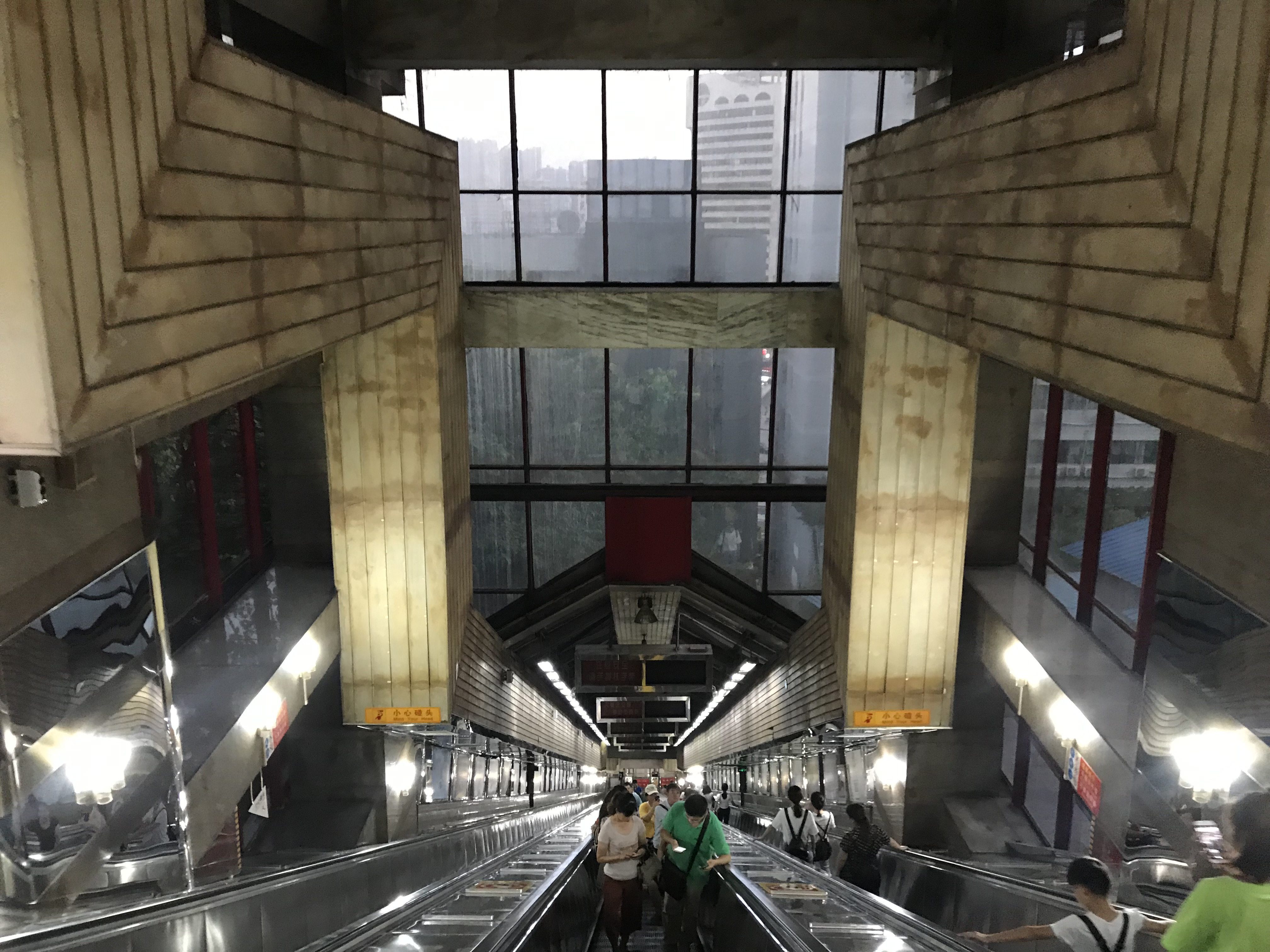
皇冠大扶梯上站景象（2019年）

皇冠大扶梯，又称两路口大扶梯、两路口公共电梯，是中国重庆作为城市公共交通之一的一条超长自动扶梯，长112米，提升高度52.7米，现为中国第一长、亚洲第二长的单体坡地自动扶梯，连接渝中区“上半城”两路口和“下半城”菜园坝，其上端可以直达重庆轨道交通两路口站，下端可以直达重庆火车站，1996年2月18日正式运营，现由重庆市客运索道有限公司管理。

## 历史

### 前身

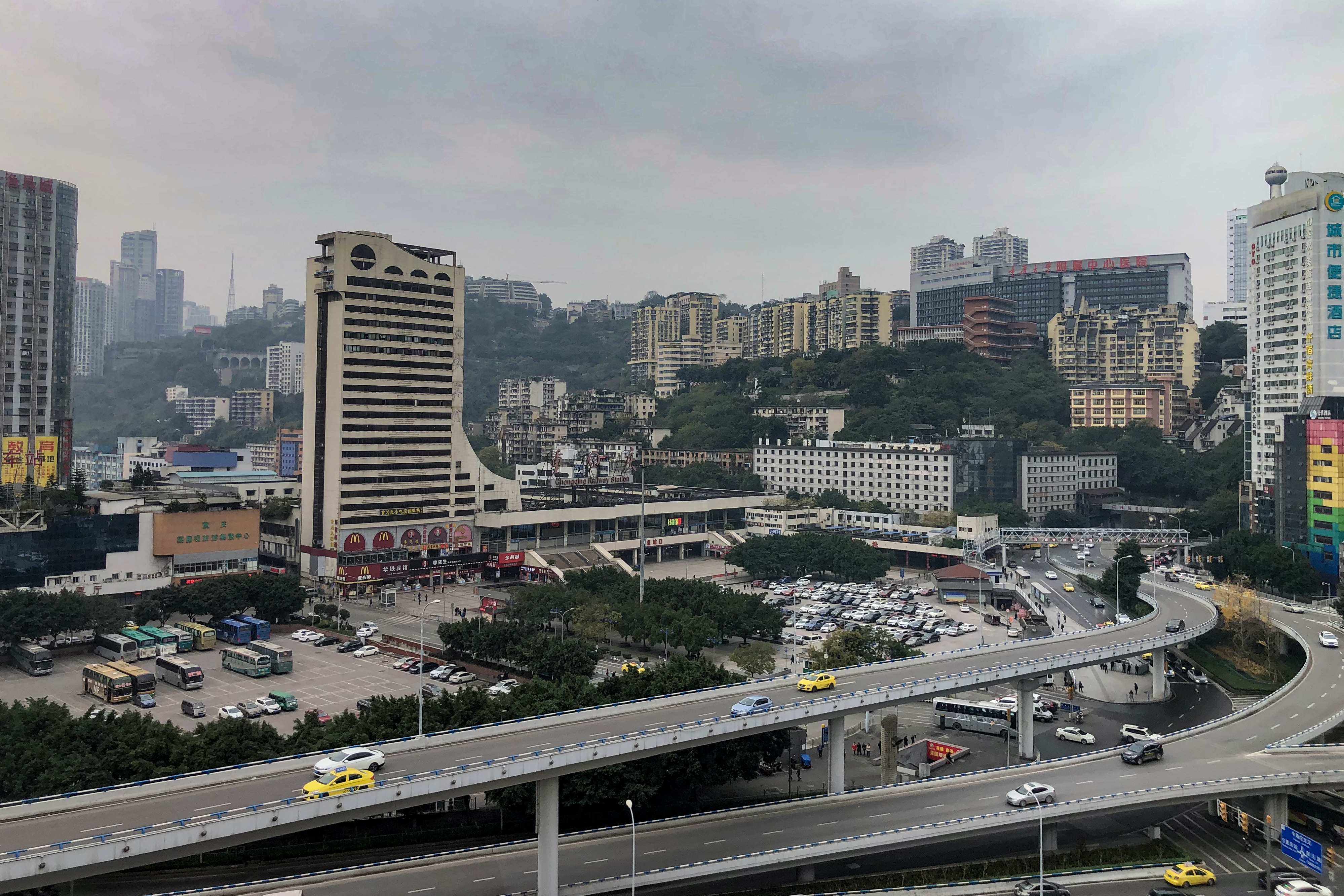
下半城的菜园坝和鹅岭上半城的两路口

皇冠大扶梯两端的所在地水平距离仅百米左右，但有50余米高差，且所连重庆轨道交通两路口站、重庆火车站是两个重庆城区热点枢纽，以前两区域的交通通道为一个有近500级踏步“建兴坡大梯道”，没有较重行李时上行需要约8分钟，下行约5分钟；若行人体力不支选择乘公交车则需绕行3至4公里，极为不便。
因此最初修建了两路口缆车，是皇冠大扶梯的前身，长146米，提升高度52.26米，建于1953年并于同年底完工，是重庆市在中华人民共和国成立后第一条缆车线路、当时重庆的重要交通工具之一；建成时日客流量0.9万人次，20世纪80年代改造后日客流量最高达5.8万人次；后缆车因设备陈旧、安全系数降低而无法适应重庆城市建设需求，于1992年6月10日停运，后拆除。

### 扶梯

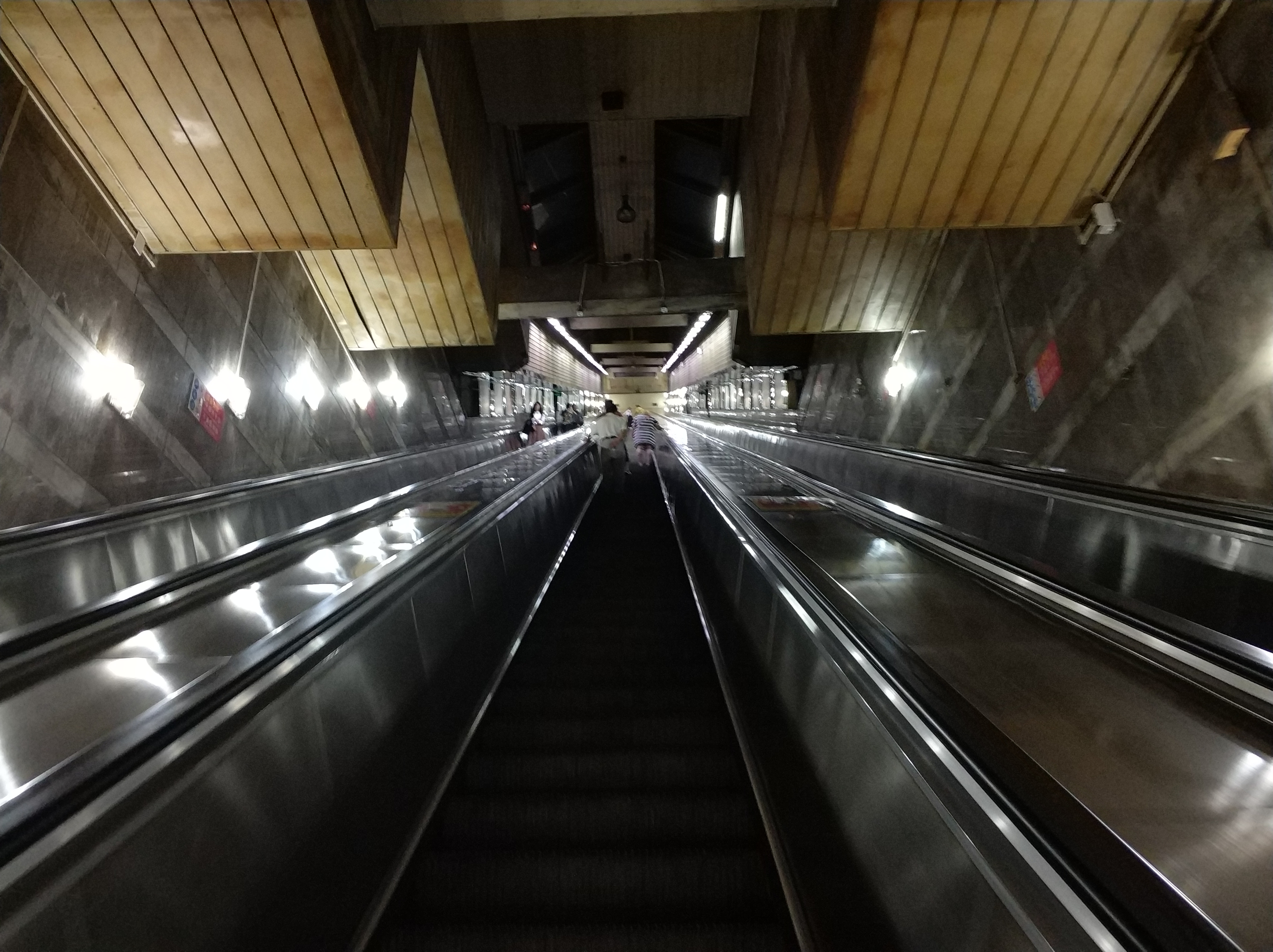
皇冠大扶梯上行景象，摄于2017年

20世纪80年代后期，重庆市便完成了扶梯的可行性调研，最初仅考虑满足运输功能；90年代后最终决定将扶梯结合商业，邀请台湾陈开南建筑事务所与北京有色冶金设计研究总院合作进行了扶梯和大楼的最终设计。
1991年，重庆市客运索道公司与重庆嘉陵企业公司、香港日日通投资有限公司分别出资30%、15%、55%，共同投资1.5亿元人民币成立重庆皇冠企业有限公司兴建扶梯取代两路口缆车，拆除原两路口缆车后皇冠大扶梯于1992年2月开工建设，1996年2月18日正式运营，是重庆市第一次引入外资建设的大型公共设施，在重庆的公共交通中发挥着关键作用。
1999年扶梯扶手带进行了国有化更换，于2010年再次更换。
2020年9月21日，皇冠大扶梯停运改造以排除安全隐患，同时扶梯顶部的玻璃全部更换，两侧的广告牌也替换为玻璃窗，另新增游客休息区、文创产品售卖区、全域旅游服务中心，原定停运3个月，最终至2021年2月才重新运行，将向旅游方向发展。

## 概况

### 扶梯

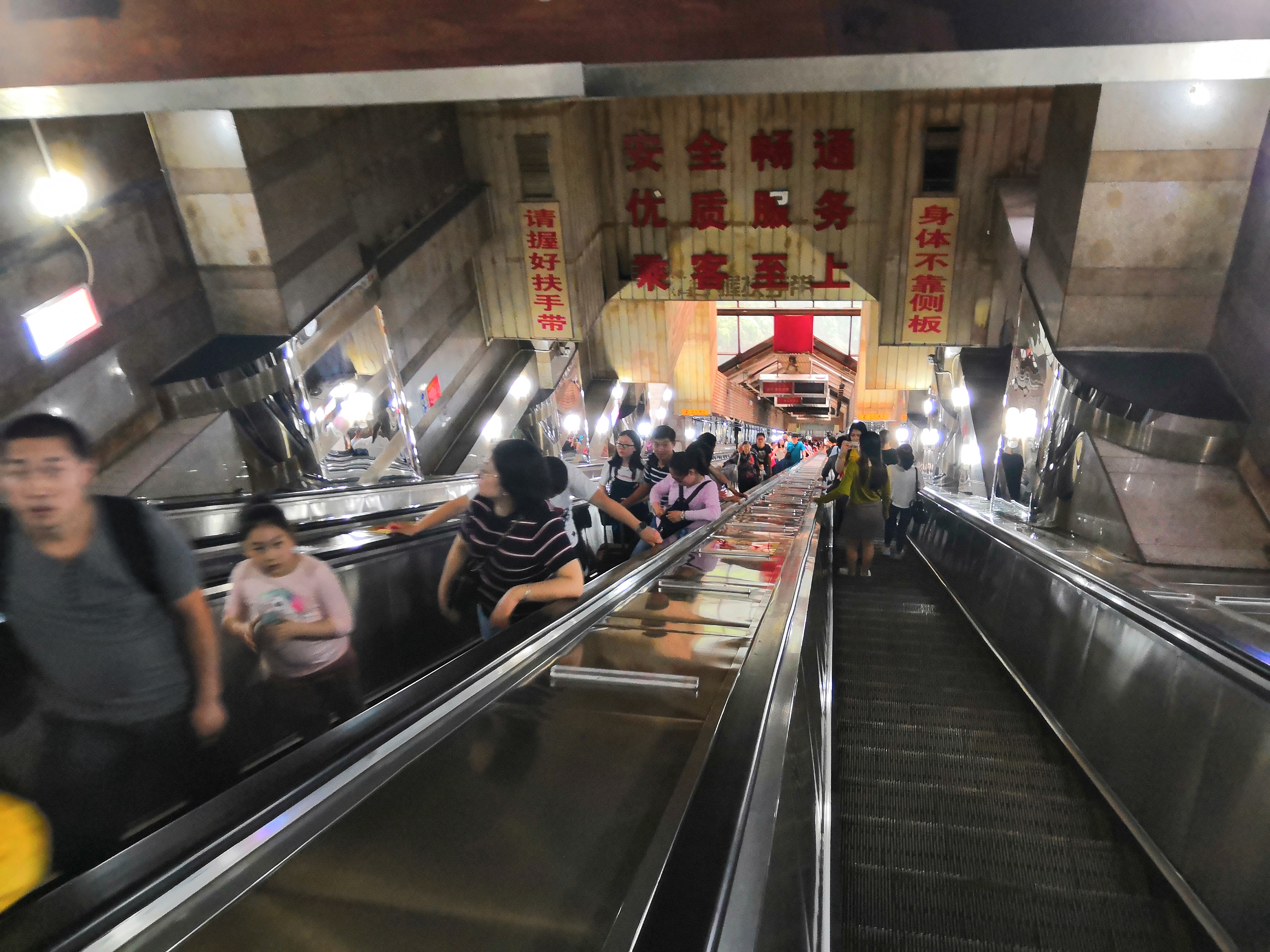
皇冠大扶梯下行景象，摄于2019年

皇冠大扶梯共3条上下通道，1条上行、1条下行、1条备用，每条长112米，宽1.3米，中心间距2050毫米，提升高度52.7米（扶梯上端比自然地形提前30米到达上端标高），坡度30°，运行速度0.75米每秒，全程运行时间2分30秒，扶梯每条通道满载乘客可达1300人，最大运载力1.3万人次每小时，连接“下半城”菜园坝的重庆站和“上半城”重庆轨道交通两路口站；最初建造自动扶梯的材料主要是从俄罗斯进口的，其中扶手带只用了大约3年时间便不断出现小故障，于1999年国有化更换后换为上海生产的扶手带，扶梯每循环一次，其扶手带会曲绕4次，翻转366度。
皇冠大扶梯建成时是中国乃至亚洲最长的单级扶梯，现时为中国第一长、亚洲第二长的单体坡地自动扶梯，仅次于平壤地铁垂直高度64米的扶梯。

### 扶梯楼

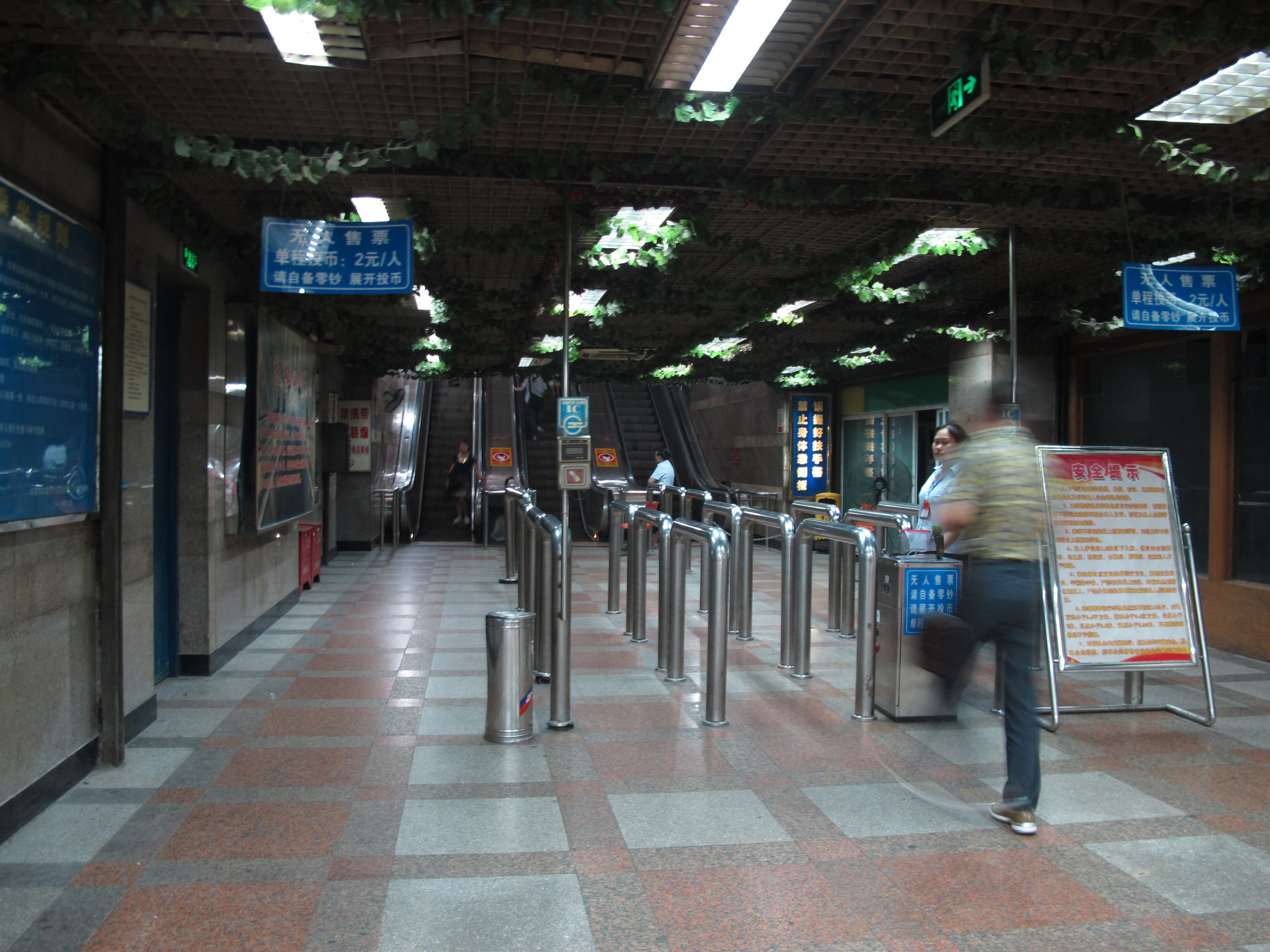
皇冠大扶梯下站入口，摄于2012年

皇冠大扶梯所在扶梯楼名“皇冠企业大楼”，包含扶梯上站21层和下站13层两座建筑和扶梯建筑本身；其中上站有地下5层，地上16层，高55.8米，扶梯出口位于地下1层，其至地上5层为商业设施，6层至12层为写字楼，13至14层设置高档餐饮及特色小吃，15层为观景廊，每层建筑面积1300平方米左右；下站有地下3层，地上10层，高39.6米；大楼占地面积3036平方米，总建筑面积34810平方米。扶梯廊长108米，分为3段，廊道扶梯面以上为全玻璃幕维护结构，可观景。

## 运营

### 票价
皇冠大扶梯刚建成时票价0.3元人民币每人次，后在运营初期重庆市物价局批准价格1.5元人民币每人次，先行执行1元人民币每人次；2005年5月1日起支持公交卡，刷卡0.9元，直至2008年12月底才正式执行1.5元人民币每人次；最后上调至2元人民币每人次，刷卡1.8元人民币每人次，扶梯服务中心亦有自助售票机可提供网上预订取票和现场购票服务。

### 客流量
皇冠大扶梯建成初期日均客流量约6万人次，1997年下降至日均1.4万人次；2000至2005年年均客流量416.66万人次；2021年客运量246万人次，全年最高日客运量2.9万人次。